# Chaetabraeus orientalis
Chaetabraeus orientalis är en skalbaggsart som först beskrevs av Lewis 1907.  Chaetabraeus orientalis ingår i släktet Chaetabraeus och familjen stumpbaggar. Inga underarter finns listade i Catalogue of Life.